# Charles Gaspard Élisabeth Joseph de Bailly
Pour les articles homonymes, voir Bailly.
Charles Gaspard Elisabeth Joseph de Bailly, marquis de Bailly, né le 6 janvier 1765 au Bourgneuf-la-Forêt et mort le 14 janvier 1850 au château de Fresnay, est un militaire français.

## Biographie

### Origine
La famille de Bailly est une famille d'ancienne noblesse, dont on suit la filiation depuis Guillaume Bailly, chevalier du Duc d'Alençon, qui épousa vers 1550 Madeleine de Harelle. Les Bailly sont venus en Mayenne à la fin du XVIIIe siècle par le mariage de Charles-Paul de Bailly, chevalier, Mlle Suzanne Le Prêtre,dame de Fresnay, au Bourgneuf-la-Forêt, et de la Chapelle-Rainsouin.
Louis-Alexandre de Bailly, né de ce mariage au château de Fresnay en 1696, s'est marié en l'église de la Trinité de Laval, en 1723, avec Marie-Marguerite-Élisabeth-Renée de la Roussardière. Il devint de ce chef, seigneur de Vautorte. Leur fils est Jean-Baptiste Joseph de Bailly de Fresnay, père de Gaspard Élisabeth Joseph de Bailly.

### Carrière militaire
Fils de Jean-Baptiste Joseph de Bailly de Fresnay (1732-1811), député de la noblesse aux États généraux de 1789, et d’Edmée (ou Aimée) Anne Charlotte de Lescalopier, fille de Gaspard-César-Charles de Lescalopier, intendant de la généralité de Tours, il entra comme sous-lieutenant au régiment d'infanterie du roi, en 1780, et se trouva, le 28 août 1790, à l'affaire de Nancy (il fut l'un des 16 officiers qui y défendirent le général Malseigne contre ses soldats mutinés), où il fut blessé. 
Le 30 août 1792, son château est pillé par les gardes nationaux de La Baconnière, Andouillé, La Brûlatte. 
Au mois de mai 1793, les domestiques sont décrétés de prise de corps pour avoir donné asile aux frères Cottereau. Enfin, le représentant du peuple en mission dans la Sarthe ayant écrit au directoire de la Mayenne de lever le séquestre mis sur le château, on lui répond qu'il a été le berceau de la Chouannerie, que les propriétaires l'ont toujours favorisée, et que ce sont les républicains et non les chouans qui ont pillé la maison.
Attaché au parti de l'émigration, il commanda le régiment des hussards de Salm, à l'armée de Condé, et était sur les rangs avec Charles Eugène Gabriel de Sombreuil, qui lui fut préféré, pour commander la 2e division de l'armée du Débarquement des émigrés à Quiberon. 
Soit qu'un mariage projeté et publié en avril 1789 avec Anne-Marie d'Allonville, fille d'Armand Jean d'Allonville, n'ait pas eu lieu, ou que la mort l'ait rompu, M. de Bailly épousa en 1800, à Altona, Mlle de Pardaillan, émigrée comme lui, passa avec elle au Portugal où il prit du service en tant qu'officier supérieur, avec le grade de brigadier, et où il resta jusqu'en à la mort de son père (1811), qui motiva son retour en France.

### Carrière politique
Réfractaire à toutes les avances de l'Empereur, il fut au retour des Bourbons, le serviteur le plus dévoué et le plus intègre du trône, comme président du Conseil général de la Mayenne, comme maréchal de camp (nommé le 18 avril 1816) et inspecteur des Gardes nationales du département, comme député, soit en 1815, soit en 1824, quand son nom fut mis en avant pour la présidence.
Royaliste fervent, il fut aux Élections législatives d'août 1815, élu député à la Chambre introuvable par le collège du département de la Mayenne ; il y fit partie de la majorité. 
Plus tard, réélu aux Élections législatives de 1824, il continua à soutenir le gouvernement ; toutefois, il appuya la proposition de Antoine Jankovitz de Jeszenicze, qui avait pour objet de rendre exclusive de l'éligibilité la qualité de salarié du gouvernement
Il fut compris, le 5 novembre 1827, dans la liste des 76 nouveaux pairs destinés « à briser la majorité « nationale » de la Chambre haute ».
Son désintéressement le tint toujours éloigné de la cour, et lui fit même refuser la pension de 19 000 fr. à laquelle il avait droit comme pair de France. Le roi lui-même ne pouvait obtenir de cette conscience inflexible les concessions de la politique, et finissait par lui dire : « Mon ami, vous avez raison ».
Sa carrière publique fut brisée en 1830, mais son activité, toujours intacte, trouva à s'exercer encore pendant 20 ans dans les services rendus à l'agriculture et dans la pratique des bonnes œuvres.
Commandeur de Saint-Louis le 23 mai 1825, il mourut au château de Fresnay, le 14 janvier 1850. Tous les partis rendirent justice à cet homme de caractère et de convictions.
À ce jour, la famille de Bailly se compose de Dominique de Bailly (comtesse de Fresnay) de son conjoint Nicolas Portier actuellement officier chez les sapeurs pompiers de Nice, ayant eu à ce titre les descendants légitime au titre : Emma de Bailly-Portier (actuelle vi-comtesse de Fresnay), et son frère Lucas de Bailly-Portier

## Sources
- « Charles Gaspard Élisabeth Joseph de Bailly », dans Charles Mullié, Biographie des célébrités militaires des armées de terre et de mer de 1789 à 1850, 1852 [détail de l’édition]
- « Charles Gaspard Élisabeth Joseph de Bailly », dans Alphonse-Victor Angot et Ferdinand Gaugain, Dictionnaire historique, topographique et biographique de la Mayenne, Laval, A. Goupil, 1900-1910 [détail des éditions] (BNF 34106789, présentation en ligne), t. I, Article Bailly
- « Bailly (Charles Gaspard Elisabeth Joseph, marquis de Fresnay) », dans Adolphe Robert et Gaston Cougny, Dictionnaire des parlementaires français, Edgar Bourloton, 1889-1891 [détail de l’édition] [texte sur Sycomore]

### Sources partielles utilisées par l'Abbé Angot
- Registre paroissial du Bourgneuf.
- Archives départementales de la Mayenne, B, 265, 1174, 1209, 2255.
- L'Echo et l'Indépendant de la Mayenne, février 1850.
- Archives nationale, F/1° III, Mayenne, 2.
- Almire Bernard, manuscrit
- Dom Piolin, Histoire de l'Eglise du Mans, VII, VIII.